# Palaeodrassus
Palaeodrassus Petrunkevitch, 1922 è un genere di ragni fossili appartenente alla famiglia Gnaphosidae.

## Caratteristiche
Genere fossile risalente al Paleogene. I ragni sono costituiti da parti molli molto difficili da conservare dopo la morte; infatti i pochi resti fossili di aracnidi sono dovuti a condizioni eccezionali di seppellimento e solidificazione dei sedimenti.

## Distribuzione
Le 5 specie sono state rinvenute nei giacimenti fossili della riserva Florissant fossil bed della Contea di Teller, nello stato statunitense del Colorado.

## Tassonomia
Dal 1922 non sono stati esaminati altri esemplari, né sono state descritte sottospecie al 2016.
A marzo 2016, di questo genere fossile sono note quattro specie:
- Palaeodrassus cockerelli Petrunkevitch, 1922 †, Paleogene di Florissant
- Palaeodrassus florissanti Petrunkevitch, 1922 †, Paleogene di Florissant
- Palaeodrassus hesternus (Scudder, 1890) †, Paleogene di Florissant
- Palaeodrassus ingenuus (Scudder, 1890)[2] †, Paleogene di Florissant
- Palaeodrassus interitus (Scudder, 1890) †, Paleogene di Florissant